# Distretto di Muidumbe
Il distretto di Muidumbe è un distretto del Mozambico di 63.820 abitanti, che ha come capoluogo Muidumbe.

## Geografia antropica

### Suddivisioni amministrative
Il distretto è suddiviso in tre sottodistretti amministrativi (posti amministrativi), con le seguenti località:
- Sottodistretto di Muidumbe:
  - Mapate
  - Macamade
  - Mampanha
- Sottodistretto di Chitunda:
  - Mienguevela
- Sottodistretto di Miteda:
  - Muatide